# Village Roadshow
Village Roadshow Limited (prowadzący działalność jako Village Roadshow) – australijskie przedsiębiorstwo mediowe, założone przez Roca Kirby'ego w 1954 roku.
Przed przejęciem Village Roadshow przez BGH Capital, przedsiębiorstwo było notowane na giełdzie Australian Securities Exchange.